# Listă de pictori francezi
Aceasta este o listă a pictorilor francezi sortați după ordine alfabetică și după secolul în care au activat.

## Ordine alfabetică
Cuprins: Început - 0–9 A B C D E F G H I J K L M N O P Q R S T U V W X Y Z

### A
- Louise Abbéma (1853–1927)
- Louis Abel-Truchet (1857–1918)
- Jean Achard (1807–1884)
- Jules Adler (1865–1952)
- Jacques d'Agar (1640–1715)
- Auguste Aiguier (1814–1865)
- Lou Albert-Lasard (1885–1969)
- Étienne Allegrain (1644–1736)
- Eugène Alluaud (1866–1947)
- Edmond Aman-Jean (1858–1936)
- Jacques Amans (1801–1888)

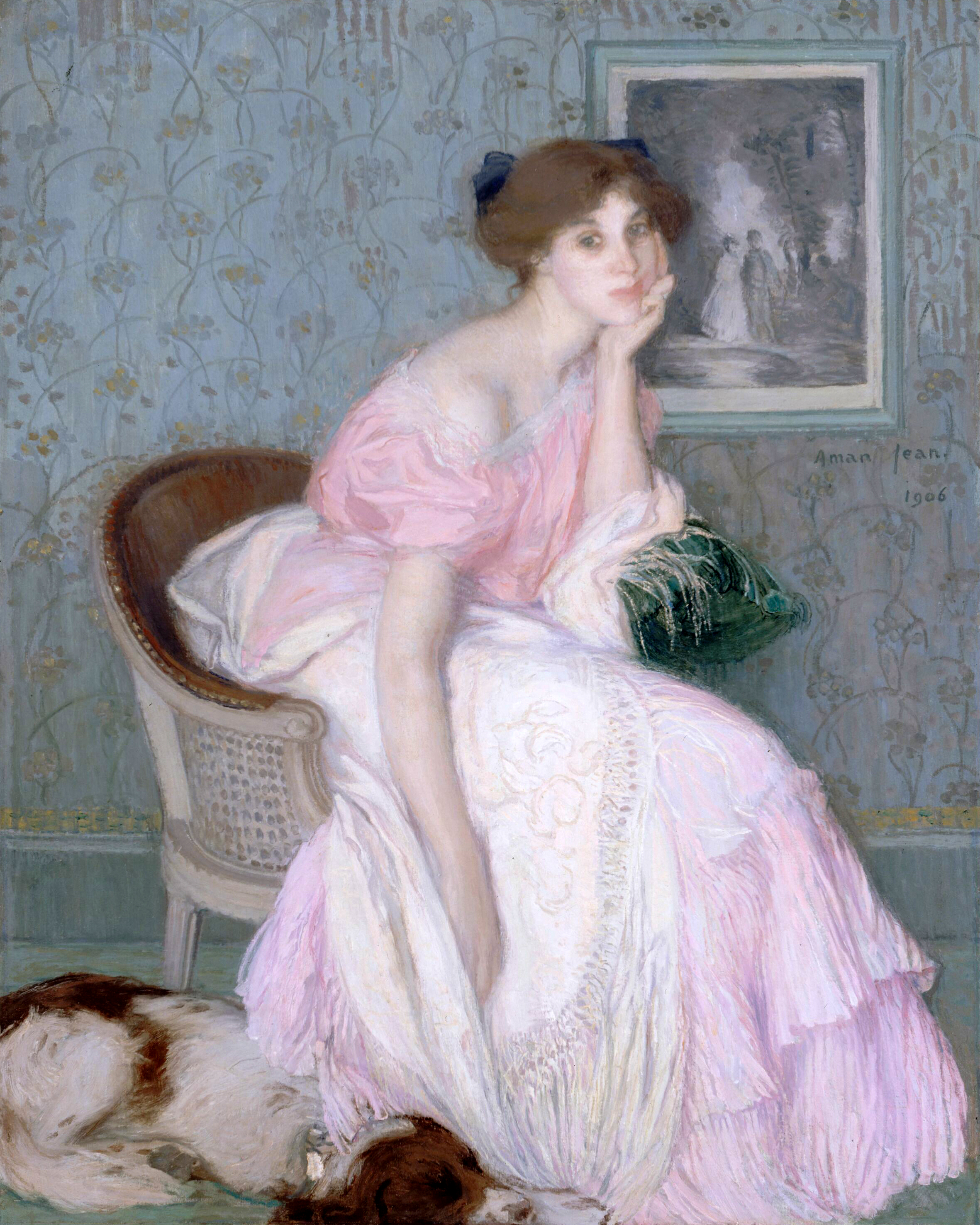
Edmond Aman-Jean: Miss Ella Carmichael (1906)

- Eugène-Emmanuel Amaury-Duval (1808–1885)
- Albert André (1869–1954)
- Mathuren Arthur Andrieu (? - 1896)
- Gaston Anglade (1854–1919)
- Charles Angrand (1854–1926)
- Marcel Anselme (1925-1982)
- Alexandre Antigna (1817–1878)
- Joseph Apoux (1846-1910)
- Adolphe Appian (1818-1898)
- Arcabas (1926–2018)
- Georges Arditi (1914-2012)
- Avigdor Arikha
- Hans (Jean) Arp
- Jean-François Arrigoni Neri (1937-2014)
- Édouard-Henri Avril
- Pauline Auzou
- Jean Aujame (1905-1965)
- Joseph Aved (1702-1766)

### B
- Christian Babou (1946-2005)
- Jules Bahieu (1860-1895)
- Édouard Baille (1814-1848)
- Balthus (1908-2001)
- Norbert-Bertrand Barbe (1968-)
- Jean Bardin (1732–1809)

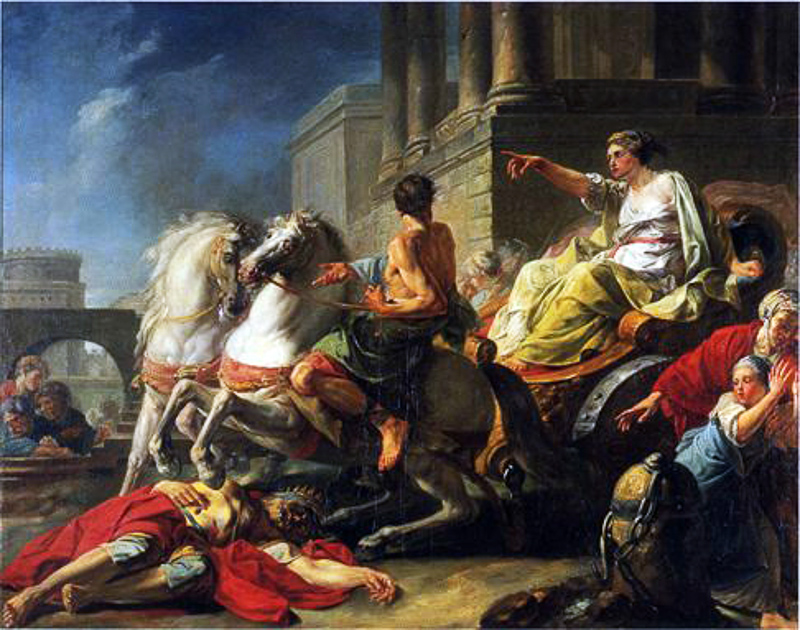
Jean Bardin: Tullia faisant passer son char sur le corps de son père (1765)

- Henri Charles Antoine Baron (1816-1885)
- François Baron-Renouard (1918-2009)
- Henri Alphonse Barnoin (1882-1940)
- Félix-Joseph Barrias (1822-1907)
- Théodore Basset de Jolimont (1787-1854)
- Jules Bastien-Lepage (1848-1884)
- Eugène Battaille (1817–?)
- Frédéric Bazille (1841-1870)
- Alfred Beau (1829-1907)
- Armand Beauvais (1840-1911)
- Charles Belle (1953-)
- Emmanuel Benner (1836-1896)
- Denis Bergeret (1844-1910)
- Louis Béroud (1852–1930)
- Marcelle Bergerol (1900–1989)
- Antoine Berjon (1754–1843)
- Louis Béroud (1852–1930)
- Jean-Simon Berthélemy (1743-1811)
- Jean-Baptiste Bertrand (1823-1887)
- Paul-Albert Besnard (1849-1934)
- Pierre-Marie Beyle (1838 - 1902)
- Émile Bin (1825-1897)
- Henri Biva (1848-1929)
- Paul Bocquet (1868-1947)
- Louis-Léopold Boilly (1761-1845)
- Claude Victor de Boissieu (1784-1868)
- Maurice Boitel (1919-2007)
- Alain Bonnefoit (1937-)
- Pierre Bonnard
- François Boucher (1703-1770)
- Henri Bouchet-Doumenq (1834-1908)
- Eugène Boudin (1824–1898)
- William-Adolphe Bouguereau (1825–1905)
- Valentin de Boulogne (1591-1632)
- Bernard Bouin (1945-)
- Louis Bouquet (1885-1952)
- Sébastien Bourdon (1616-1671)
- Maurice Bouviolle (1893-1971)
- Louis Braquaval (1854–1919)
- Georges Braque (1882–1963)
- Brassaï
- Pierre Brissaud (1885-1964)
- Pierre-Nicolas Brisset (1810–1890)
- Geneviève Brossard de Beaulieu (fl. c. 1770 - 1815)
- Étienne Buffet (1866–1948)
- Bernard Buffet (1928-1999)
- Gaston Bussière (1862-1928)

### C
- Alexandre Cabanel (1823-1889)
- Louis-Nicolas Cabat (1812–1893)

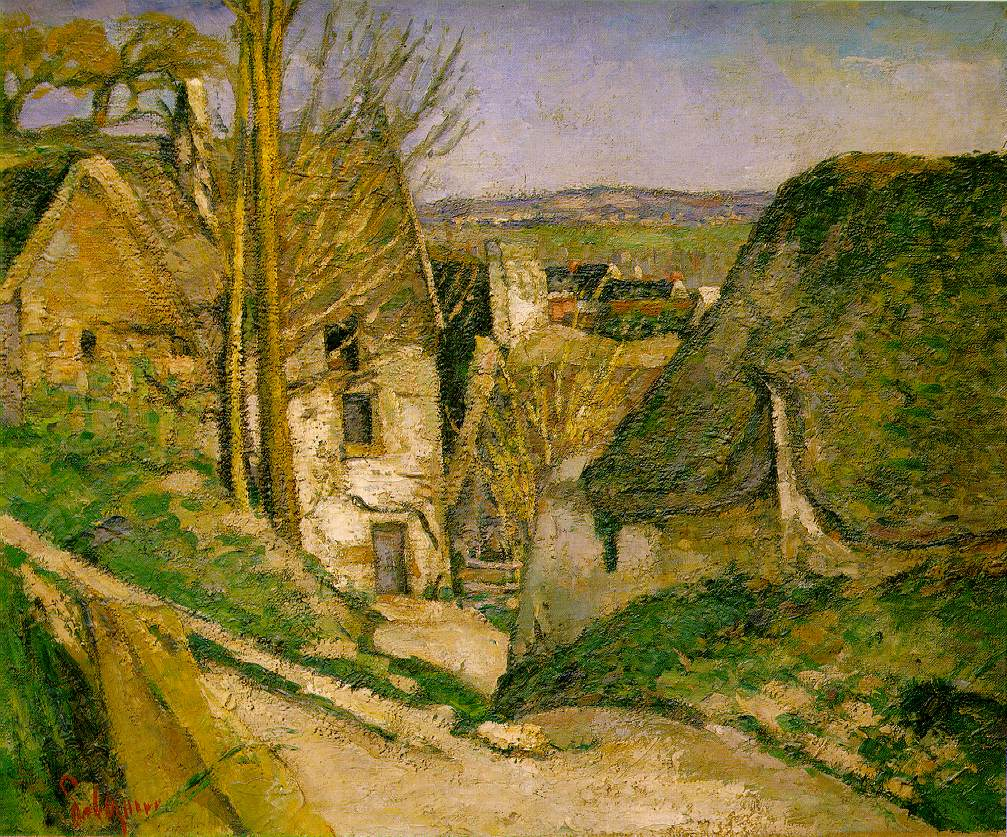
Paul Cézanne - La Maison du pendu

- Camille-Léopold Caballot-Lassalle (1839–1902)
- Gustave Caillebotte (1848–1894)
- Adolphe-Félix Cals (1810–1880)
- Robert Campin (1378–1445)
- Eugène Carrière (1849–1906)
- Henriette Cappelaere
- Pierre Castagnez (1898-1951)
- René-Marie Castaing (1896-1943)
- Albert-Ernest Carrier-Belleuse (1824–1887)
- Louis-Robert Carrier-Belleuse (1848–1913)
- Pierre Cayol (1939-)
- Jean-Charles Cazin (1841–1901)
- Paul Cézanne (1839–1906)
- Auguste Chabaud
- Ernest de Chamaillard (1862–1931)
- Serge Chamchinov (1967-)
- Philippe de Champaigne (1602-1674)
- Roger Chapelet (1903-1995)
- Charles Joshua Chaplin (1825-1891)
- Jean Chardin (1643–1713)
- Jean Siméon Chardin (1699–1779)
- Théobald Chartran (1849-1907)
- Pierre Puvis de Chavannes (1824-1898)
- Jules Chéret (1836-1932)
- Félix Auguste Clément (1826–1888)
- Auguste Clésinger (1814-1883)
- Robert Clévier (1952)
- François Clouet (1515-1572)
- Jean Clouet (1480-1541)
- Charles-Michel-Ange Challe (1718–1778)
- Jean-Baptiste de Champaigne (1631–1681)
- Philippe de Champaigne (1602–1674)
- Théodore Chassériau (1819–1856)
- Antoine Chintreuil (1816–1873)
- Jean Cocteau
- Léon Cogniet (1794–1880)
- Gaston Coindre (1844-1914)
- Alphonse Colas (1818–1887)
- Nicolas Colombel (1646–1717)
- Léon Comerre (1850-1916)
- Marceau Constantin (1918)
- Frédéric Samuel Cordey (1854–1911)
- André-Charles Coppier (1866-1948)
- Fernand Cormon (1845–1924)
- Jean-Baptiste-Camille Corot (1796–1875)
- Pierre Auguste Cot (1837–1883)
- Charles Cottet (1863–1925)
- Amédée Courbet (1827–1885)
- Gustave Courbet (1819–1877)
- Jean-Paul Courchia (1955-)
- Jean Cousin cel Bătrân (1500–c. 1593)
- Jean Cousin cel Tânăr (c. 1522–1595)
- Lucie Cousturier (1876–1925)
- Thomas Couture (1815–1879)
- Joseph Crépin (1875-1948)
- Louis-Philippe Crépin (1772-1851)
- Henri-Edmond Cross (1856-1910)

### D
- Henri-Camille Danger, (1857-1939)
- Jacques Daniel (1920-2011)
- Albert Dagnaux (1861–1933)

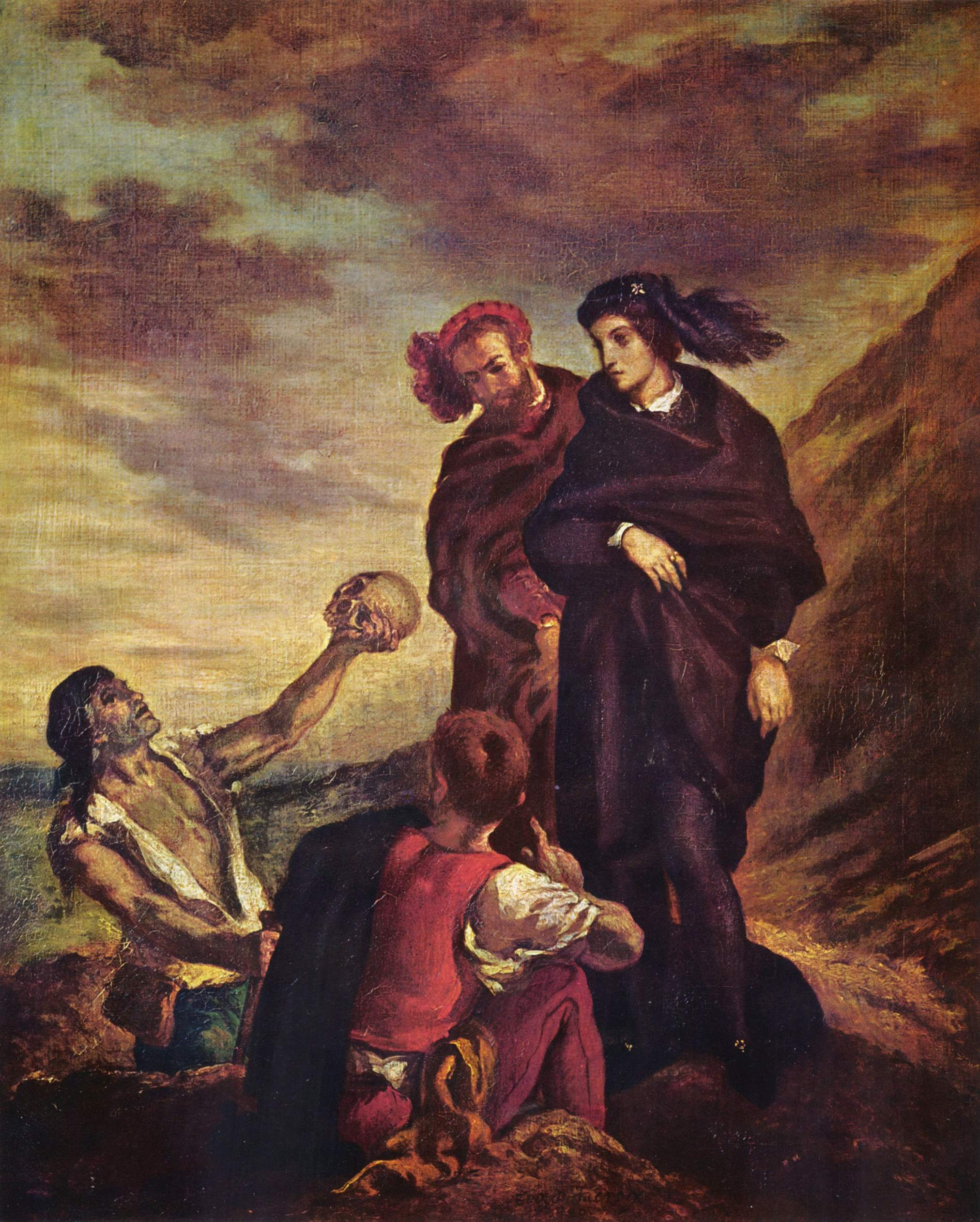
Eugène Delacroix - Hamlet şi Horaţiu la cimitir

- Charles-François Daubigny (1817–1878)
- Honoré Daumier (1808-1879)
- Geoffroy Dauvergne (1922-1977)
- Adrien Dauzats (1804-1868)
- Jacques-Louis David (1748–1825)
- Alexandre-Gabriel Decamps (1803–1860)
- Johan Stephan Decker (1784-1844)
- Edgar Degas (1834–1917)
- Alfred Dehodencq (1822-1882)
- Auguste Delacroix (1809-1868)
- Eugène Delacroix (1798–1863)
- Paul Delaroche (1797–1856)
- Jules-Élie Delaunay (1828–1891)
- Robert Delaunay (1885-1941)
- Sonia Delaunay (1895-1979)
- Henri Delavallée (1862-1943)
- Michel Delmas (1924-)
- François-Alfred Delobbe (1835–1920)
- Marguerite Delorme (1876–1946)
- Maite Delteil (1933-)
- Georges Demanche (1870–1941)
- Adrien Demont (1851-1928)
- Virginie Demont-Breton (1859-1935)
- Maurice Denis (1870–1943)
- Auguste Denis-Brunaud (1903–1985)
- André Derain (1880–1954)
- Jean-Baptiste-Henri Deshays (1729–1765)
- Édouard Detaille (1848–1912)
- Charles Devillié (1850-1905)
- Narcisse Virgilio Díaz (1807-1876)
- Gérard Di-Maccio (1938-)
- William Didier-Pouget (1864-1959)
- Nasreddine Dinet (1861-1929)
- Hervé Di Rosa (1959- )
- Narcisse Virgilio Díaz (1807–1876)
- Gustave Doré
- Alfred de Dreux (1810-1860)
- François-Hubert Drouais (1727-1775)
- Albert Dubois-Pillet (1846–1890)
- Marcel Duchamp (1887–1968)
- Henri Duhem (1860-1941)
- Marie Duhem (1871-1918)
- Pierre Dumont (1884-1936)
- Claude Dupont-Gomont (1927-     )
- Georges Dufrénoy (1870–1943)
- Raoul Dufy (1877–1953)
- Jean Dupuy (1925–)
- Joseph Siffred Duplessis (1725–1802)
- Jules Dupré (1811–1899)

### E
- Charles Eschard (1748–1810)

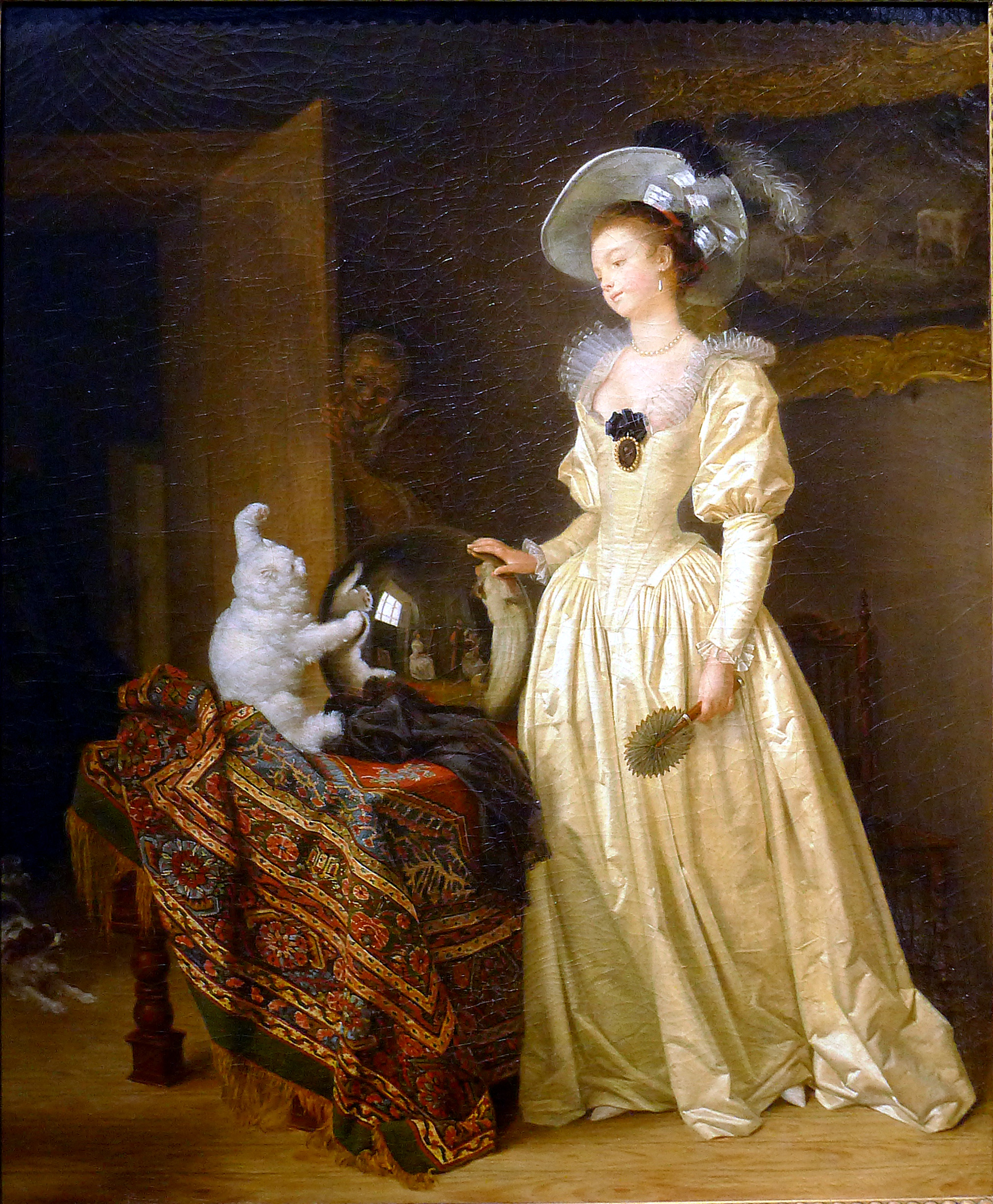
Jean-Honoré Fragonard-Pisica angora (1783)

- François-Émile Ehrmann (1833–1910)
- Bracha L. Ettinger (1948–)
- Hubert-Denis Etcheverry (1867–1950)

### F
- Henri Fantin-Latour (1836–1904)
- Hélène Feillet (1812–1889)
- Auguste Feyen-Perrin (1826–1888)
- Charles Filiger (1863–1928)
- Clara Filleul (1822–1878)
- Hippolyte Flandrin (1809–1864)
- Camille Flers (1802–1868)
- Émile Friant (1863–1932)
- Lucien Fontanarosa (1912–1975)
- Jean Fouquet (1425–1481)
- André François
- Jean-Honoré Fragonard (1732–1806)
- Charles-Théodore Frère (1814–1888)
- Pierre Édouard Frère (1819–1886)
- Eugène Fromentin (1820–1876)

### G
- Jules Joseph Garipuy
- Paul Gauguin (1848–1903)
- François Gérard (1770–1837)
- Thérèse Geraldy (1884–1965)
- Théodore Géricault (1791–1824)
- Jean-Léon Gérôme (1824–1904)
- René Gillotin (1814-1861)
- Georges Gimel (1898–1962)
- Jean-Pierre Granger (1779–1840)
- Eugène Samuel Grasset
- Paule Gobillard (1867–1946)
- Hermann Goldschmidt
- Norbert Goeneutte (1854–1894)
- Jean-Baptiste Greuze (1725–1805)
- Marcel Gromaire (1892–1971)
- Antoine-Jean Gros (1771–1835)
- Pierre-Narcisse Guérin (1774–1833)
- Jacques Guiaud (1810–1876)
- Guillaumin (1841–1927)
- Alvaro Guillot (1931-2010)
- Alain Godon (1964)

### H
- Claude-Guy Hallé (1652–1736)
- Jean-Louis Hamon (1821–1874)
- Fulchran-Jean Harriet (1778–1805)
- Louis Welden Hawkins
- Jeanne Hébuterne

### I
- Dominique Ingres (1780–1867)

### J
- Max Jacob
- Étienne Jeaurat (1699–1789)
- Émile Jourdan (1860–1931)
- Jean Jouvenet (1644–1717)

### K
- Moise Kisling
- Yves Klein
- Baladine Klossowska
- Erich Klossowski
- Pierre Klossowski

### L
- Pierre Laffillé (1938–)
- Elisa de Lamartine (1790-1863)
- Henri Lamotte (1899–1967)
- Dieudonné Auguste Lancelot
- Nicolas Lancret (1690-1743)
- Espérance Langlois (1805–1864)
- Eustache-Hyacinthe Langlois (1777–1837)
- Jean-Charles Langlois (1789–1870)
- Polyclès Langlois (1813–1872)
- Théophile Langlois de Chèvreville (1803–1845)
- Marie Laurencin
- Jean-Paul Laurens (1825-1901)
- Jules Laurens (1825–1901)
- Charles Laval (1862–1894)
- Andrée Lavieille (1887-1960)
- Eugène Lavieille (1820–1889)
- Marie Adrien Lavieille (1852-1911)
- Julien Le Blant
- Charles Le Brun (1619–1690)
- Pierre Duval Le Camus (1790–1854)
- Amanda Lear
- Charles Lebayle (1856-1898)
- Claude Lefebvre (1633–1675)
- Robert Lefèvre (1775–1830)
- Fernand Léger (1881–1955)
- Charles-Amable Lenoir (1860–1926)
- Félix Louis Leullier
- André Lhote
- Claude Lorrain
- Gherasim Luca
- Langlois de Sézanne (1757–1845)
- Gaston La Touche (1854–1913)
- Le Nain brothers (c.1599–1677)
- Louis Le Nain (1593–1648)
- Charles-Amable Lenoir (1860–1926)
- Pierre Le Tellier (1614–1702)
- Eustache Le Sueur (1617–1655)
- Louis Levacher (1934–1983)
- Louis Licherie (1629–1687)
- Jacques Linard (1597–1645)
- Louis Michel van Loo (1707–1771)
- Louis Anselme Longa (1809–1869)

### M
- Dora Maar
- Alfred Manessier
- Richard Maguet (1896–1940)
- Jacques Majorelle (1886–1962)
- Henri Matisse (1869–1954)
- Diogène Maillart (1840-1926)
- Aristide Maillol (1861–1944)
- Édouard Manet (1832–1883)
- Marie de Orléans (1813-1839)
- François-Guillaume Ménageot (1744-1816)
- Émile-René Ménard (1862-1930)
- Hugues Merle (1822-1881)
- Jean Metzinger
- Prosper Marilhat (1811–1847)
- Henri Michaux
- Grégoire Michonze
- Pierre Mignard (1612–1695)
- Ksenia Milicevic (1942-)
- Jean-François Millet (1814–1875)
- Zwi Milshtein
- Claude Monet (1840–1926)
- Nicolas-André Monsiau (1754–1837)
- Louise Moillon
- Gustave Moreau (1826–1898)
- Henry Moret (1856-1913)
- Berthe Morisot (1841–1895)
- Henri-Paul Motte (1846–1922)

### N
- Marie-Geneviève Navarre‎ (1735–1795)
- Victor Nehlig (1830–1909)
- Alphonse-Marie-Adolphe de Neuville (1836–1885)
- Jean Nicolle (1610–c. 1650)
- Louis Nattero (1870–1915)

### O
- Alphonse Osbert (1857–1939)
- Jean-Baptiste Oudry (1686–1755)

### P
- Gen Paul (1895–1975)
- Albert Joseph Pénot (1862–1930)
- Fernand Pelez (1843–1913)
- Jacques Pellegrin (1944–)
- Edmond Marie Petitjean (1844–1925)
- Hippolyte Petitjean (1854–1929)
- Alexis Peyrotte (1699–1769)
- Francis Picabia
- François-Édouard Picot (1786–1868)
- Henri-Pierre Picou (1824–1895)
- Ludovic Piette (1826–1878)
- Henri Pinta (1856–1944)
- Camille Pissarro (1830–1903)
- Nicolas Poussin (1594–1665)
- Paul Preyat (1892–1968)
- René-Xavier Prinet (1861-1946)
- Léon Printemps (1871-1945)
- Victor Prouvé
- Pierre Puvis de Chavannes (1824–1898)

### Q
- Quentin de La Tour (1704–1788)

### R
- Alexandre Rachmiel (1835–1918)
- Auguste Raffet
- Odilon Redon
- Jacques Réattu (1760–1833)
- Jean-Baptiste Regnault (1754–1829)
- Pierre-Auguste Renoir (1841–1919)
- Jules Ernest Renoux (1863–1932)
- Eustache Restout (1655–1743)
- Jacques Restout (1650–1701)
- Marc Restout (1616–1684)
- Thomas Restout (1671–1754)
- Henri-François Riesener (1767–1828)
- Édouard Riou
- Jean André Rixens
- Édouard Rosset-Granger (1853–1934)
- Georges Rouault (1871–1958)
- Henri Rousseau (1844–1910)
- Henri Rousseau le Douanier
- Théodore Rousseau (1812–1867)
- Ferdinand Roybet (1840–1920)
- Henri Royer (1869–1938)

### S
- Fernande Sadler (1869-1949)
- Lucienne de Saint-Mart (1866-1953)
- Niki de Saint Phalle
- Eugénie Salanson (1836–1912)
- István Sándorfi
- Jean-Jacques Scherrer (1855–1916)
- Théophile Schuler (1821-1878)
- René Schützenberger (1860–1916)
- Jean Seignemartin (1848–1875)
- Paul Sérusier
- Georges Seurat (1859–1891)
- Paul Signac (1863–1935)
- Lucien Simon
- Ibrahim Shahda (1929–1991)
- Jacques Stella (1596–1657)
- Tancrède Synave (1870–1936)

### T
- Octave Tassaert (1800–1874)
- Georges William Thornley (1857-1935)
- James Tissot (1836–1902)
- Roland Topor (1938–1997)
- Édouard Toudouze (1848–1907)
- Henri de Toulouse-Lautrec (1864–1901)
- Anthelme Trimolet (1798–1866)
- Constant Troyon (1810–1865)

### U
- Marie-Renée Ucciani (1883-1963)
- Maurice Utrillo

### V
- Suzanne Valadon
- Pierre Adolphe Valette (1876–1942)
- Paul Vayson (1842–1911)
- Louis Mathieu Verdilhan (1875–1928)
- Carle Vernet (1758–1835)
- Claude Joseph Vernet (1714–1789)
- Horace Vernet (1789–1868)
- Élisabeth Vigée-Lebrun (1755–1842)
- Victor Vignon (1847–1909)
- Jean-Marie Villard (1828–1899)
- Marie-Denise Villers (1774–1821)
- François-André Vincent (1746–1816)
- Maurice de Vlaminck
- Simon Vouet (1590–1649)
- Édouard Vuillard (1868–1940)

### W
- Joseph Wamps (1689–1744)
- Antoine Watteau (1684–1721)
- François Willi Wendt (1909-1970)

### Z
- Achille Zo (1826–1901)
- Félix Ziem (1821–1911)

## După perioadă

### Secolul al XV-lea
- Robert Campin (1378–1445)
- Jean Fouquet (1425–1481)

### Secolul al XVI-lea
- Jean Clouet (1480–1541)
- Corneille de Lyon (1500–1575)
- Jean Cousin the Elder (1500–c. 1593)
- François Clouet (1515–1572)
- Jean Cousin the Younger (c. 1522–1595)

### Secolul al XVII-lea
- Simon Vouet (1590–1649)
- Louis Le Nain (1593–1648)
- Nicolas Poussin (1594–1665)
- Jacques Stella (1596–1657)
- Jacques Linard (1597–1645)
- Sebastian Stoskopff (1597–1657)
- Le Nain brothers (c.1599–1677)
- Philippe de Champaigne (1602–1674)
- Jean Nicolle (1610–c.1650)
- Pierre Mignard (1612–1695)
- Daniel Hallé (1614–1675)
- Pierre Le Tellier (1614–1702)
- Marc Restout (1616–1684)
- Eustache Lesueur (1617–1655)
- Charles Le Brun (1619–1690)
- Jean-Baptiste de Champaigne (1631–1681)
- Jean Chardin (1643–1713)
- Jean Jouvenet (1644–1717)
- François de Troy (1645–1730)
- Nicolas Colombel (1646–1717)
- Jacques Restout (1650–1701)
- Claude Guy Hallé (1652–1736)
- Eustache Restout (1655–1743)
- Louis de Boullogne (1657–1733)

### Secolul al XVIII-lea
- Nicolas Bertin (1667–1736)
- Thomas Restout (1671–1754)
- Antoine Watteau (1684–1721)
- Jean-Baptiste Oudry (1686–1755)
- Jean Siméon Chardin (1699–1779)
- Étienne Jeaurat (1699–1789)
- Joseph Aved (1702–1766)
- François Boucher (1703–1770)
- Maurice Quentin de La Tour (1704–1788)
- Louis Michel van Loo (1707–1771)
- Noël Hallé (1711–1781)
- Joseph Siffred Duplessis (1725–1802)
- Jean-Baptiste Greuze (1725–1805)
- Michel-Bruno Bellengé (1726–1793)
- Jean-Baptiste-Henri Deshays (1729–1765)
- Jean-Honoré Fragonard (1732–1806)
- Jean Bardin (1732–1809)
- Jacques-Louis David (1748–1825)
- Charles Eschard (1748–1810)
- Jean-Baptiste Regnault (1754–1829)
- Élisabeth Vigée-Lebrun (1755–1842)

### Secolul al XIX-lea
- Thomas Henry (1766–1836)
- Dominique Ingres (1780–1867)
- Johan Stephan Decker (1784–1844)
- Théodore Géricault (1791–1824)

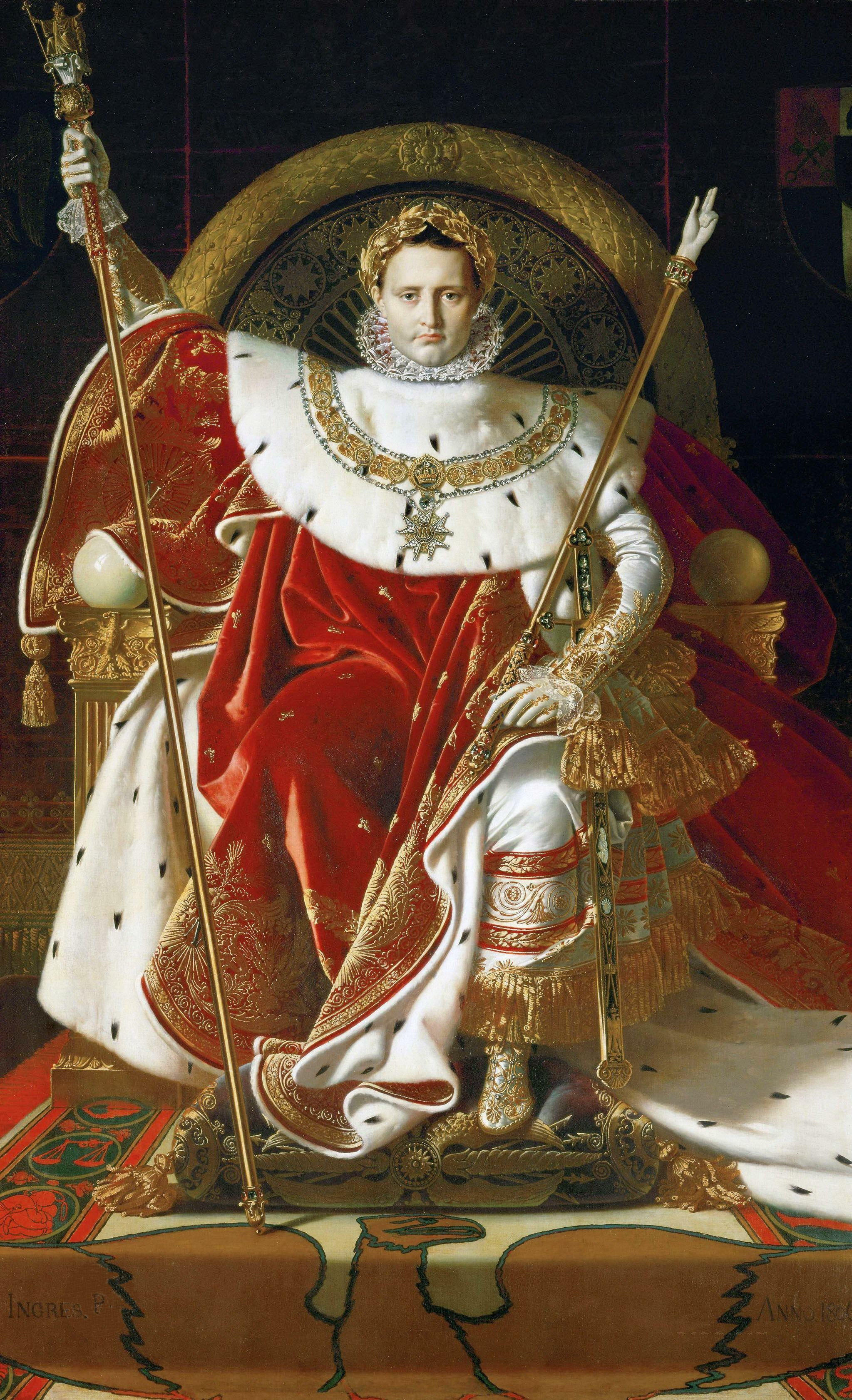
Dominique Ingres, Napoleon I pe tronul imperial (1806)

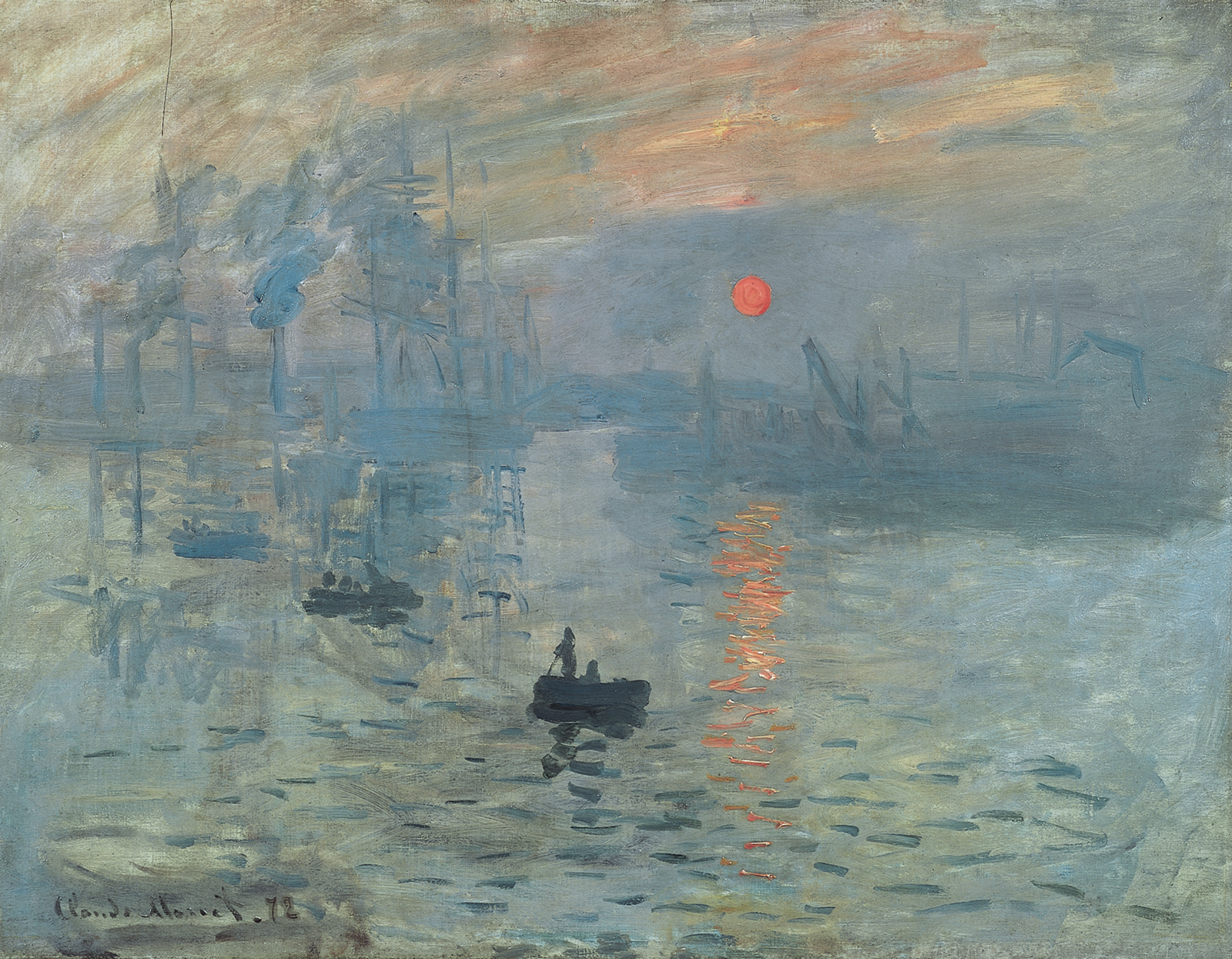
Claude Monet, Impression, soleil levant (1872)

- Jean-Baptiste Louis Gros (1793–1870)
- Jean-Baptiste-Camille Corot (1796–1875)
- Eugène Delacroix (1798–1863)
- Alexandre-Gabriel Decamps (1803–1860)
- Théophile Langlois de Chèvreville (1803–1845)
- Narcisse Virgilio Díaz (1807–1876)
- Théodore Rousseau (1812–1867)
- Jean-François Millet (1814–1875)
- Charles-François Daubigny (1817–1878)
- Théodore Chassériau (1819–1856)
- Gustave Courbet (1819–1877)
- Henri-Pierre Picou (1824–1895)
- Eugène Boudin (1824–1898)
- Pierre Puvis de Chavannes (1824–1898)
- William Bouguereau (1825–1905)
- Gustave Moreau (1826–1898)
- Jules-Élie Delaunay (1828–1891)
- Jules Jacques Veyrassat (1828–1893)
- Camille Pissarro (1830–1903)
- Édouard Manet (1832–1883)
- Edgar Degas (1834–1917)
- Jean-Paul Laurens (1838–1921)
- Paul Cézanne (1839–1906)
- Claude Monet (1840–1926)
- Auguste Renoir (1841–1919)
- Frédéric Bazille (1841–1870)
- Berthe Morisot (1841–1895)
- Armand Guillaumin (1841–1927)
- Henri Rousseau (1844–1910)
- Edmond Marie Petitjean (1844–1925)
- Gustave Caillebotte (1848–1894)
- Paul Gauguin (1848–1903)
- Charles Angrand (1854–1926)
- Hippolyte Petitjean (1854–1929)
- Henri Pinta (1856–1944)
- Georges Seurat (1859–1891)
- Charles-Amable Lenoir (1860–1926)
- Henri de Toulouse-Lautrec (1864–1901)
- Achille Zo (1826–1901)

### Secolul al XX-lea
- Aristide Maillol (1861–1944) pictor și sculptor
- Paul Signac (1863–1935)   Picturi: Mic dejun (1886), Portretul lui Seurat (1890)
- Pierre Bonnard (1867–1947)
- Édouard Vuillard (1868–1940)  Picturi:Autoportret (1889)
- Henri Royer (1869–1938)    Picturi:Ţărancă la mormânt
- Henri Matisse (1869–1954)
- Tancrède Synave (1870–1936)
- Maurice Denis (1870–1943)
- Georges Dufrénoy (1870–1943)
- Georges Rouault (1871–1958)
- Léon Printemps (1871-1945)
- Fernand Léger (1881–1955)
- Eugène Lavieille (1882–1889)
- Georges Braque (1882–1963)
- Jacques Majorelle (1886–1962)
- Jean Cocteau (1899–1963)
- Jean Dubuffet (1901–1985)
- Jean Bazaine (1904–2001)
- Henri Cadiou (1906–1989)
- François Willi Wendt (1909-1970)
- Gerard Locardi (1915-1998)
- Maurice Boitel (1919–2007)
- Arcabas (1926–?)
- Alvaro Guillot (1931–)
- Jacques Pellegrin (1944–)
- Bracha L. Ettinger (1948–)